# Adama Soumaoro
Adama Soumaoro (Fontenay-aux-Roses, 18 de junho de 1992) é um futebolista profissional francês que atua como defensor.

## Carreira
Adama Soumaoro começou a carreira no Lille.